# Trybliographa atra
Trybliographa atra är en stekelart som först beskrevs av Hartig 1840.  Trybliographa atra ingår i släktet Trybliographa, och familjen glattsteklar. Arten är reproducerande i Sverige.